# Lösing, Bråbo och Memmings tingslag
Lösing, Bråbo och Memmings tingslag var ett tingslag Östergötlands län och i Björkekinds, Östkinds, Lösings, Bråbo och Memmings domsaga. Tingslaget bildades 1874 av Lösings tingslag, Bråbo tingslag och Memmings tingslag. Tingslaget upplöstes 1 januari 1904 då tingslaget uppgick i Björkekinds, Östkinds, Lösings, Bråbo och Memmings domsagas tingslag

## Ingående områden
Tingslaget omfattade häraderna Bråbo, Lösing och Memming.